# 周作人
周 作人（しゅう さくじん、1885年1月16日 - 1967年5月6日）は、現代中国の散文作家、翻訳家。魯迅（周樹人）の弟。周建人の兄。最初の名は櫆寿。南京水師学堂に入る際、作人と改める。別称に啓孟、啓明、知堂、苦雨翁など。晩年に周遐寿という筆名を使う。

## 生涯
1885年1月16日（旧暦甲申12月1日）、浙江省紹興府会稽県東昌坊ロ新台門（現在の浙江省紹興市越城区に属する）にある周家の次男として生まれる。父は周鳳儀（字は伯宜）、母は魯瑞、上に四歳年長の兄の周樹人（後の作家魯迅）がいる。
1888年、疱瘡にかかり、1歳になるかならないかの妹の周端姑も感染して亡くなる。11月に弟の周建人（後に植物学者、中華人民共和国全国人民代表大会副委員長となる）が生まれる。
1893年2月、曾祖母（通称は九太太）が死去。9月に祖父の周福清の科挙不正事件が発覚し、贈賄罪で杭州の監獄に収監され、後に「斬監候」（死刑猶予）に処せられる。年の暮れ、母方の叔父の魯怡堂一家と共に、小皋埠にある「娯園」に移る。当時の様子は後年の随筆「娯園」に記される。
1894年の夏、一家は小皋埠より自宅に戻る。また、冬に父が突然吐血。翌年2月に三味書屋で勉強し始めるも、秋・冬の間に父の病気が悪化する。
1896年10月、父の周鳳儀が病没（享年37歳）。紹興南門外の亀山に葬られる。
1897年2月頃、杭州に行き、祖父に付き添う。下宿花牌楼の隣に住む12・13歳の少女に淡い恋を抱き、後の散文「初恋」に描く。
1898年6月、兄の魯迅が江南水師学堂に入学する。12月に南京から帰ってきた兄と共に、会稽の県考に参加。6歳の四弟の周椿寿が亡くなる。
1899年1月、会稽県考の「大案」を発表。第十図第三十四番に名を列ねる。さらに府試に参加し、2月、府試の「大案」を発表。第四図第四十七番に名を列ねる。
1900年1月、杭州から祖父の手紙が届き、「求是書院」のことを伝える。6月に義和拳匪の風聞を日記に記す。12月に会稽県考に参加し、「大案」を発表。第二図三十九番に名を列ねる。
1901年4月、8年間杭州に監禁された祖父の周福清が釈放される。8月に周椒生（周福清の従弟）の斡旋で、江南水師学堂の「枠外学生」の内諾をもらう。9月に南京へ旅立ち、10月に江南水師学堂に入学する。名を「作人」に改める。
1902年3月、帰省中の魯迅から手紙、及び書物数冊が送られる。中には『物競論』 『波蘭衰亡戦史』『原富』 があった。この頃、日本に留学する魯迅を、叔父の周鳳升と共に見送りに行く。8月に梁啓超の『飲氷室詩話』『新羅馬伝奇』『新民説』を読む。
1903年4月、東京の魯迅から『清議報』『新小説』『西力東侵史』などの書物と断髪の写真が送られる。
1904年7月、祖父の周福清が亡くなる。9月から紹興の東湖で英文を教える。ロンドン・ニュエンス社挿絵版『アラビアン・ナイト』の英訳本を入手し、「アリババと四十人の強盗」を翻訳、「俠女奴」と改題して、雑誌『女子世界』に連載される。
1905年2月、ポーの小説『黄金虫』を翻訳、「山羊図」と改題して女子世界社に送る。5月に『玉虫縁』の題名で出版される。12月に日本留学を志望し、北京練兵処で選抜試験を受ける。
1906年、海外留学試験に合格したが、近視のために土木工学の学習を命じられ、仙台医学専門学校を退学し再来日する魯迅とともに、日本へ渡る。法政大学予科で予備教育を受ける。
1907年に魯迅との共訳になるイギリス作家の『世界欲』を商務印書館から刊行する。
1908年に立教大学に入学し英文学と古典ギリシャ語を学ぶ。同じ時期に兄と同郷の有志と毎週日曜日に開かれる、章炳麟の『説文』講義に列席する。1909年、下宿の賄い婦に雇われていた羽太信子と結婚し、また兄弟で中国最初の本格的な翻訳小説集『域外小説集』を第2冊まで発表する。同じ年に兄は帰国するが、彼は日本語の勉強に本腰を入れ、日本文学にもようやく関心を示し出す。
1911年に帰国し、翌年には浙江省軍政府の省視学として杭州へ赴任する。1913年より省立第五中学の教員と紹興県教育会長を兼任する。
1914年、『中華小説会』に周作人最初で最後の白話小説『江村夜話』が発表される。
1917年3月、魯迅の斡旋で北京大学の教職に内定する（9月に文科教授に就任）。4月に蔡元培を訪ね、北京大学国史編纂処に就職する。7月に張勲の復辟劇を目撃する。
1918年1月、訳文「ドストエフスキの小説」を雑誌『新青年』に発表する。4月に北京大学文科研究所小説研究会で、「最近三十年日本における小説の発達」を講演。後に『新青年』に掲載される。5月に「武者小路君作る所のある青年の夢を読んで」を作る。與謝野晶子の「貞操は道徳以上に尊貴である」を「貞操論」の題で翻訳する。いずれも『新青年』に発表。6月に講義原稿『ヨーロッパ文学史』を編む。10月にカーペンター『愛の成熟』を紹介する「随感録三十四」を、『新青年』に発表する。12月に「人間の文学」を発表し、ウィリアム・ブレークの「霊肉一致」に言及したことで大きな反響を呼ぶ。「平民の文学」を執筆し、翌年1月、『毎週評論』に掲載。
1921年以降、五四運動の熱気が冷めると、周作人も肋膜炎のために療養生活を余儀なくされる。病が癒えると、自らの理想主義の矛盾を自覚するようになり、社会改革への関わりから距離を置き、文学だけに専念することを表明する。しかし、現実には軍閥政権が実権を握る中華民国政府の下では安逸に文学に専念することは許されなかった。
1923年に兄の魯迅と私的には絶交したが、魯迅の学問と教養について貴重な記録を書き残している。第二の故郷としてこよなく愛する日本では、同年9月に関東大震災が発生し、その混乱の中で朝鮮人虐殺事件、亀戸事件等が起きた。官憲による残虐行為を周作人は厳しく批判し、日本のファシズム化を憂えた。
1937年、日本軍が北京に入城した後、北京大学は長沙・昆明に移転したが、自身の病弱と係累のために周作人は残留した。1938年5月、日本側が設定した「更生中国文化建設座談会」に出席・発言し、抗戦陣営の中国知識人に衝撃を与え、重慶の論壇を代表する茅盾ら18名連署による「中華全国文芸界抗敵協会」の公開状が発せられた。1939年元旦、自称李なる青年に自宅で狙撃されるが、後でこれは日本軍の手先が脅しに来たものと作人は考えた。同じ年8月に中華民国臨時政府議政委員会委員長兼教育部総長・湯爾和の勧誘を受け、北京大学（中国側は「偽」北京大学と呼ぶ）教授と文学院長に就任する。
1940年11月8日、湯爾和が死去。同年12月19日、周作人は後任の「偽」華北政務委員会常務委員兼教育総署督弁に任命され、翌1941年10月には「偽」東亜文化協議会会長を兼ねる。1943年6月にはさらに「偽」華北総合調査研究所副理事長、1944年5月「偽」華北新報経理と報道協会理事、「偽」中日文化協会理事となる。
1945年に日本が降伏した後の12月に、北京の対日協力者250名の一人として逮捕され、そのうちの12名とともに1946年5月に空路で南京へ送られ、7月に国民政府高等法院で公判に付される。11月16日に「懲役14年」の刑が確定し、減刑嘆願は認められなかった。
1949年に中国共産党の南京解放により出獄し、人民共和国成立後は北京の旧邸において、変則的で自由な蟄居を営むことになる。文化大革命では、「実権派」罪状の中に「漢奸」周作人を庇護厚遇したことが数えられ、魯迅の未亡人の許広平の攻撃を受けるという不遇の中で没する。

## 人物
周作人は、主に1920年代から40年代にかけて、文筆家として活躍をしたが、戦争中、日本の傀儡政権の要職に就いたために、戦後「漢奸」罪で投獄され、中国及び中国人社会においては問題のある文人として扱われている。彼は中国近現代文化史における、ある種タブー的な存在である。
1906年日本に留学し、下宿先での日本人女性や日本の衣食住に関心を持つ。

## 「人間の文学」
「人間の文学」は、文学そのものよりも、文学が描くべき人間像を明らかにした文学であり、霊肉一致と相互扶助社会の理想を核とする人道主義を示した。周作人は、この人道主義を基本として、人間の理想的な生活はどうすれば良いかということに対して、記録と研究を行った文章を文学と呼ぶ。文学革命運動に呼応して発表した「人間の文学」によって、言文一致の文学革命に実質的な内容を注ぎ込んだ。
『人間の文学』で最も注目を集めたのは、「霊と肉の一致した」人間という理想で、周作人は伝統的価値観に縛られない新たな「人間」の定義を示した。

### 経緯
1918年6月初旬、周作人は北京大学での授業を終え、『欧州文学史』と『近代欧州文学史』の講義録を整理校訂した。『欧州文学史』はギリシア、ローマ古代文学史から説き起こし、中世文学、ルネサンスを経て、18世紀までの欧州諸国文学史を叙述している。講義録では、英語、日本語文献を中心としつつも、ギリシア語文献も一部利用しており、日本留学時代の広範な読書の成果といえる。『欧州文学史』は同年10月に上海商務印書館から刊行されたものの、『近代欧州文学史』は2005年に止庵が北京国家図書館で講義録を発見するまで、ほとんど知られることがなく、2007年にようやく公刊された。
『近代欧州文学史』には前作『欧州文学史』に収録された中世文学から18世紀の欧州各国文学史の部分が含まれており、相当の重複があるため、止庵は「欧州文学史」の旧稿ではないかと推測している。しかし、19世紀以降の文学史が全体の3分の2を占め、とりわけロマン主義から写実主義への発展、さらに当時最新の文学思潮であった象徴主義に至るまで、叙述は当時の周作人の文学観を知るうえで極めて重要で、北京での最初の1年間に「欧州文学史」を講義したことが、中国に新しい文学を生み出すために必要な理念を準備した。
1918年夏以降、周作人は徐々に『新青年』への投稿を翻訳から自らの文章へと移行させる。同人達が交代で書いていた「随感録」にもアンデルセンの童話や『恋愛論』についての書評を発表した。こうした変化は、講義の負担が減ったためだけではなく、不退転の決意も関係している。そして外的環境でいえば、年末の『毎週評論』創刊が周作人の背中を押した。
11月末頃、陳独秀を中心に『新青年』同人の間で協議した結果、刊行が遅れがちの月刊誌『新青年』に加えて、機動性のあるメディアとして『毎週評論』の創刊が決まった。周作人も同人の一人として創刊号に掲載する論文を書き始めた。日記によれば、12月5日からわずか3日間で脱稿し、10日に北京大学で陳独秀に原稿を渡している。4日後に来た陳独秀からの提案に同意した周作人は、『毎週評論』のために「平民の文学」を新たに執筆し、「人間の文学」は『新青年』に掲載された。「人問の文学」が文学革命において果たした理論的役割を考えると、陳独秀の判断は極めて的確であった。陳独秀とともに理論的に主導する立場にあった胡適も「人的文学」を高く評価する。「人的文学」が文学革命を方向付ける理論となりえた最大の理由は儒教的禁欲主義に対するアンチテーゼの提示にある。それは新たな道徳観に裏付けられた「人間性」の再定義に他ならず、大胆に肉体の欲求を肯定し、精神性との調和を訴えた点に理念としての新しさがあった。さらに肉体と精神という個体における調和だけでなく、集団における個体間の調和については「新しき村」の理念も参照している。この両者の融合が「人間の文学」における理念の核心である。

## 著述と評価
周作人の主な著書は約20冊の散文集をはじめ、詩集・文学詩論・魯迅についての回想と資料、自伝などがあげられる。翻訳は日本・ロシア・ポーランドの近代小説、日本とギリシャの古典文学など、多数が残されている。
中国・日本・ヨーロッパにわたる広い知識を駆使した周作人の随筆は、郁達夫に「散漫支離、繁瑣に過ぎるかと思わせるが、仔細に見ればそのうちから一語を除いてもいけないことがわかり、も一度読み返したくなる。後には、古渋蒼老、炉火純青、古雅遒勁な趣を増した」と評された。作人自身は「自分の畑は文芸」であり、「随筆」を本領とし、「前人の言論を渉猟して、これに弁別を加え、砂を吹き分けて金を選び、杵ほどの鉄から針を研ぎ出すこと」とした。文章については「載道（道理を説くこと）」と「言志（自己を表出すること）」に分け、後者を良しとした。
周作人の教養は四書五経から『西遊記』『儒林外史』『聊斎志異』などの雑書におよぶ。幼時には『鏡花縁』をもっとも好んでいたという。中国の随筆家では郝懿行を尊敬している。彼や魯迅の世代のような漢籍による深い教養は、文化大革命以後の中国では求めて得られず、日本の作家でも中島敦を最後に（高橋和巳のような中国文学者を除けば）絶えて見られなくなった。もっとも影響を受けた書物はイギリスの著作家ハヴェロック・エリス（Henry Havelock Ellis）だと「周作人自述」に書いている。日本人の作家では佐藤春夫を愛し、夏目漱石・島崎藤村などを中国に紹介している。『古事記』『狂言十番』『浮世風呂』『枕草子』などの翻訳もある。
以下の著作が本国で出版されている。
- 『夜読抄』1966年、香港實用
- 『談虎集』1967年、実用書局
- 『談龍集』1972年、実用書局
- 『沢潟集』1972年、匯文閣
- 『知堂書話』1986年（岳麓・編）
- 『雨天的書』1987年（岳麓・編）
- 『知堂序跋』1987年（岳麓・編）
- 『知堂集外文』1988年（岳麓・編）
- 『知堂書信』1996年（黄開発・編）

日本語版は、以下が公刊されている。
- 『北京の菓子』1936年、山本書店
- 『周作人随筆集』1938年、改造社
- 『中国新文学の源流』1939年、文求堂
- 『周作人文芸随筆抄』1940年、冨山房、松枝茂夫訳
  - 『周作人随筆』冨山房百科文庫（新版、木山英雄解説）、1996年
- 『瓜豆集』1940年、創元社
- 『結縁豆』1944年、実業之日本社
- 『魯迅の故家』1955年、筑摩書房
- 『日本文化を語る』1973年、筑摩書房、木山英雄編訳
  - 『日本談義集』平凡社東洋文庫、2002年
- 『水の中のもの―周作人散文選』1998年、駿河台出版社、趙京華ほか編（語学テキスト）
- 『魯迅小説のなかの人物』2002年、新風舎、水野正大訳
- 『周作人読書雑記』 平凡社東洋文庫（全5巻）、2018年、中島長文 訳・注解
- 『周作人自伝』河出書房新社、2022年、劉岸偉・井田進也 訳